# Anja Latenstein van Voorst-Woldringh
Anja Latenstein van Voorst-Woldringh (* 12. Oktober 1940 in Batavia, Niederländisch-Indien) ist eine niederländische Politikerin der VVD.

## Werdegang
Latenstein van Voorst-Woldringh war von 1978 bis 1993 Mitglied des Gemeinderats von Zoetermeer und von 1982 bis 1993 Beigeordnete (wethouder). Ende 1993 wurde sie zur Bürgermeisterin der Gemeinde Albrandswaard ernannt. Sie trat zunächst zum 1. November 2005 in den Ruhestand.
Von November 2006 bis Mai 2007 nahm sie kommissarisch das Amt der Bürgermeisterin von Oud-Beijerland wahr. Von April 2008 bis Dezember 2013 war sie kommissarische Bürgermeisterin der Gemeinde Rijnwoude.